# 卡帕多西亞 (羅馬行省)
卡帕多西亞（Cappadocia）是羅馬帝國的一個行省，位於安納托利亞的東部地區，首府是凱撒利亞（Caesarea），今日的開塞利。卡帕多西亞行省前身為獨立的卡帕多西亞王國，在西元17年時被羅馬皇帝提貝里烏斯併為一個羅馬行省。

卡帕多西亞在羅馬帝國的位置

四世紀時，卡帕多西亞東部脫離羅馬帝國成為亞美尼亞的勢力範圍。羅馬帝國解體後，卡帕多西亞成為東羅馬帝國的一個軍區。